# 魔方工作室群
魔方工作室群是腾讯游戏旗下的游戏工作室。

## 历史
2014年10月9日，腾讯互娱自研游戏组织体系进行重大调整，原八大工作室琳琅天上、天美艺游、卧龙、量子、光速、魔方、北极光和五彩石重组为20个工作室，隶属4个工作室群。其中，成立魔方工作室群，负责魔方工作室群自主研发游戏产品的开发和运营。下设：魔笛工作室、魔术师工作室、魔灵工作室、魔镜工作室、魔王工作室。撤销魔方工作室，相关职责和人员并入魔方工作室群下各个工作室。

## 旗下游戏
- 《洛克王国》
- 《傲世西游》
- 《洛克精灵战记》
- 《机甲旋风》
- 《纵横九州》
- 《疯狂联盟》
- 《Q宠大乐斗》
- 《全民农场》
- 《QQ牧场》（现已改名为“QQ农场牧场版”）
- 《仙剑奇侠传 官方手游》
- 《火影忍者ONLINE》
- 《全民水浒》
- 《QQ水浒》
- 《脑力达人》
- 《QQ宠物》(2018年9月15日停服)
- 《复仇者联盟》
- 《QQ御剑天涯》
- 《大乐斗Ⅱ》
- 《火影忍者》格斗手游
- 《TNT弹道轨迹》(2018年8月30日停服)
- 《独立防线》
- 《迪士尼跑酷》
- 《王牌戰士》槍戰手游
- 《暗区突围》